# Teresópolis (Porto Alegre)
Teresópolis é um bairro pobre localizado na zona sul da cidade brasileira de Porto Alegre, capital do estado  do Rio Grande do Sul, porém de acordo com seus moradores pode ser chamado de “um pedacinho da zona leste no sul” devido a sua afinidade com o samba, e religiões de matriz africana, sem falar na proximidade geográfica com a zona leste de Porto Alegre. Foi criado pela Lei 2022 de 7 de dezembro de 1959, com limites alterados pela Lei 2681 de 21 de dezembro de 1963.

## História[1]

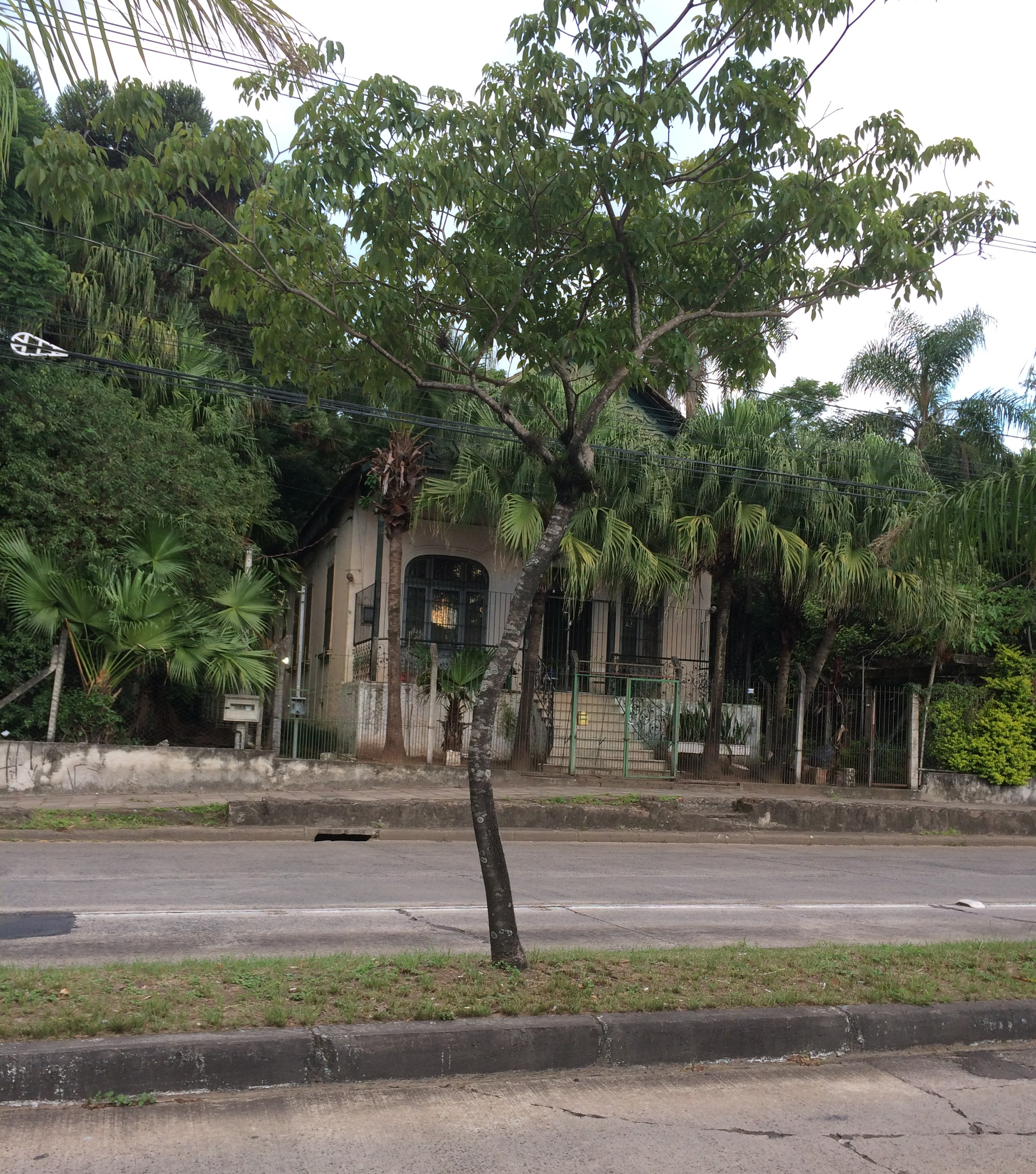
A Chácara Granata em 2019.

A área do bairro Teresópolis fazia parte da sesmaria de Sebastião Francisco Chaves. Em 1876, Guilherme Ferreira de Abreu loteou um terreno de sua propriedade, na qual se assentaram famílias de colonos italianos, e nomeou-o em homenagem ao irmão, Francisco Ferreira de Abreu, o barão de Teresópolis.
Em virtude de seu clima ameno, o local prosperou com a instalação de chácaras destinadas à produção de frutas (com destaque para as parreiras) e à criação de animais de pequeno porte. Oriunda desse tempo, o casarão da antiga Chácara Granata, sobreviveu ao passar do tempo e ao crescimento urbano do bairro, tendo sido desapropriada pelo município. A partir de 1901, a Companhia Territorial Rio-Grandense, responsável pelo loteamento de áreas em toda Porto Alegre, comercializou outros terrenos no Teresópolis.
O núcleo central do bairro passou a ser a Praça Guia Lopes, originalmente chamada Praça Dona Maria Luiza, em homenagem à esposa de Manuel Antônio Fernandes, ex-presidente da Câmara Municipal. A circulação de bondes, a partir do século XIX, proporcionou o aumento da população.
Em 1910, ocorreu no bairro a primeira Festa da Uva do Rio Grande do Sul, organizada por moradores do Teresópolis e da Vila Nova. Ocorreu também a segunda Festa da Árvore e, ainda hoje, existe na Praça Guia Lopes um monumento à preservação das árvores.

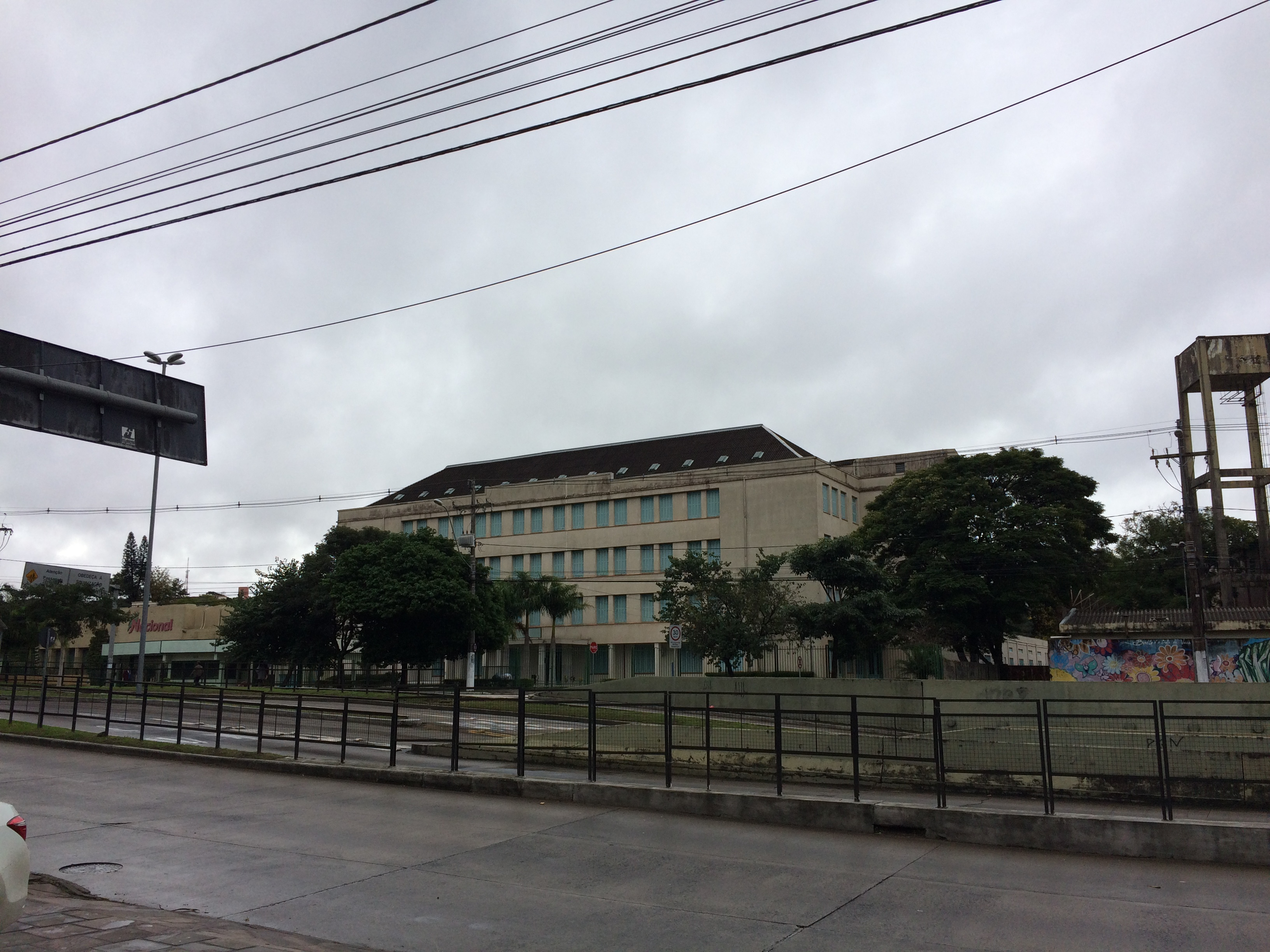
Colégio Bom Jesus São Luiz.

Em 1916, a Capela Nossa Senhora da Saúde tornou-se uma paróquia. Essa instituição foi responsável pela fundação da escola paroquial, que veio a se tornar o Colégio Bom Jesus São Luiz, fechado em 2017. Em 1923, foi construída no Teresópolis a Igreja Episcopal Anglicana do Brasil, sob a influência da arquitetura gótica. Antes de sua construção, tal igreja estava instalada na extinta Escola Cruzeiro do Sul, na qual estudaram personalidades como Érico Verissimo e Josué Guimarães.
Muitas outras instituições do Teresópolis merecem destaque: o Hospital Espírita de Porto Alegre (1914), o Teresópolis Tênis Clube (1944), a Penitenciária Feminina Madre Pelletier (1970), o Patronato Lima Drummond (1946), o Pensionato Bom Pastor (1936) e a Sociedade Beneficente Nossa Senhora da Saúde de Teresópolis (1958).

## Características atuais
Atualmente o bairro de Teresópolis convive com intervenções da urbanização da
cidade, como a construção da 3ª Perimetral, que trouxe transformações de porte para
área.

## Limites atuais
Rua Irmãos Calvet, da ponte sobre o Arroio Cascata e no seu prolongamento por uma linha reta, seca e imaginária até a Rua Catumbi; Rua Catumbi até a Rua Sepé Tiaraju; Rua Sepé Tiaraju, em direção norte-sul, até encontrar a Rua Orfanotrófio; Rua Orfanotrófio, no ponto de prolongamento com a Rua Luiz Flores; Rua Luiz Flores e seu prolongamento até a ponte do Arroio Passo Fundo, na Avenida Teresópolis; Avenida Teresópolis até a Rua Costa Lima e seu prolongamento, por uma linha seca, reta e imaginária até o marco geodésico do morro Teresópolis; dali, por linha seca e reta, até o marco geodésico do morro da Pedra Redonda; e, daí, também por linha reta, seca e imaginária, até encontrar o entroncamento da Estrada Salatar com a Estrada dos Alpes; desta, até a Rua Engenheiro Ludolfo Boehl; desta, até a Rua Professor Carvalho Freitas; desta, até encontrar a Avenida Aparício Borges; desta, até encontrar o Arroio Cascata; e, por esse arroio segue até encontrar a Rua Irmãos Calvet.

## Lei dos limites de bairros- proposta 2015-2016
No fim do ano de 2015, as propostas com as emendas foram aprovadas pela câmara de vereadores de Porto Alegre. Em relação aos limites atuais, há algumas alterações. A alteração mais importante foi a substituição das linhas imaginárias na descrição anterior dos limites por riachos (Arroio Passo Fundo e Teresópolis) e alguns logradouros como partes dos Trechos das Ruas Sepé Tiarajú, Octávio de Souza e Cel. João Pinto , Campos Elíseos e São Joaquim.  
Seus bairros vizinhos são: Medianeira, Glória, Cascata, Nonoai e Santa Tereza.